# Rosario (telenovela de 1968)
Rosario  es una telenovela producida y transmitida por la cadena Venevisión en el año 1968, protagonizada por Marina Baura y José Bardina. Contó con las participaciones antagónicas de Gioia Lombardini y Eva Blanco.
Es la primera adaptación en televisión que se realizaba en Venezuela de la radionovela "Tu mundo y el mío", historia original de la escritora cubana Delia Fiallo.
Es de hacer notar que la telenovela homónima de 2013 Rosario, también producida por Venevisión, no guarda ninguna relación con esta.

## Elenco
- Marina Baura ... Rosario
- José Bardina ... Arturo
- Eva Blanco ... Vivian
- Gioia Lombardini ... Iraida
- Chela D'Gar ... Josefina
- Hugo Pimentel ... Enrique
- Martha Lancaste ... Amelia
- Néstor Zavarce ... Cheo
- Adita Riera ... Bebita
- José Oliva ... Guillermo
- Oscar Mendoza ... Miguelito
- Oswaldo Mago ... Pepe
- Esperanza Magaz ... Coromoto
- Octavio Díaz ... Emilio
- Jaime Betancourt ... Rubén
- Heriberto Escalona ... Doctor
- Héctor Cabrera

## Versiones
- Emilia, telenovela realizada en 1979 por Tabaré Pérez para Venevisión, protagonizada por Elluz Peraza y Eduardo Serrano.
- Tu mundo y el mío, telenovela realizada en 1987 por Crustel S.A., producida por Roberto Denis y protagonizada por Nohely Arteaga y Daniel Guerrero.
- Fabiola, telenovela realizada en 1989 por Venevisión, producida por Valentina Párraga y protagonizada por Alba Roversi y Guillermo Dávila.
- Paloma, telenovela colombiana producida por Jorge Barón Televisión en 1994 y protagonizada por Nelly Moreno y Edmundo Troya.
- María Emilia, querida, telenovela realizada en 1999 por América TV, producida por Malú Crousillat y protagonizada por Coraima Torres y Juan Soler.